# Next of Kin
Next of Kin é um filme de ação americano de 1989 dirigido por John Irvin e estrelado por Patrick Swayze e Liam Neeson. O roteiro foi baseado em uma história do mesmo título, escrito por Michael Jennings.

## Enredo
Truman Gates (Patrick Swayze), um nativo de Kentucky, migrou para Chicago para se tornar um policial, após seu irmão Gerald (Bill Paxton) ficar desempregado quando a mina de carvão local fechou, Truman convence seu irmão a procurar trabalho em Chicago.
Logo após ele conseguir um emprego como motorista de caminhão, o veículo de Gerald é sequestrado por mafiosos do Chicago Outfit. Quando Gerald puxa uma faca, ele é imediatamente abatido por Joey Rosellini (Adam Baldwin), o sobrinho sádico do chefão John Isabella (Andreas Katsulas). Quando o Don mais tarde confronta seu sobrinho, Joey mente e diz que foi em defesa da vida de seu primo.
Quando o corpo de Gerald é descoberto, Truman volta para Kentucky para o funeral. Quando seu irmão sobrevivente, Briar Gates (Liam Neeson), insiste em uma tradicional montanha Feudo de Sangue, Truman insta os seus familiares para deixar o negócio do assassinato de Gerald com a polícia. Briar é repugnado, como ele entende a relutância de Truman a ser vergonhoso.
Determinado a negociar com os assassinos em seu próprio caminho, Briar viaja para Chicago. Enquanto isso, Truman tenta desesperadamente resolver o crime antes de Briar. Ele se aproxima de John Isabella e explica o código da montanha para ele. Ele sugere que o assasinwo de Gerald se renda pacificamente, ele iria salvar os dois de um monte de problemas. John, no entanto, a princípio se recusa e Truman continua sua investigação. Os mafiosos de Isabella vieram para matar Briar em seu hotel, mas ele consegue escapar graças ao mafioso bungling (Paul Greco). Truman logo descobre a identidade dos seqüestradores de uma testemunha. Para sua surpresa, ele descobre que Lawrence Isabella (Ben Stiller), filho do Don e um informante penal, testemunhou o assassinato. Ele se aproxima e diz a Lawrence que ele tem a intenção de prender Joey.
Logo depois Lawrence é brutalmente torturado e finalmente morto pela arma de Briar. Briar primeiro quebra um caminhão da companhia Rosellini por dentro e se engaja em um tiroteio com a gangue de Joey. Fatalmente ferido, Briar morre nos braços de Truman.
Com os dois irmãos mortos e sem evidências para prender Joey. Truman pede sua demissão da polícia de Chicago.Truman destrói o carro de joey e pinta as seguintes palavras na lataria do carro "You forgot one", que traduzido ficaria "Você esqueçeu um". Enfurecido Joey promete assassinar Truman sem a autorização de seu tio. Enquanto isso em Kentucky, a familía Gates se reúne para viajar para Chicago para começar uma guerra contra a Chicago Outfit.
Vendo a determinação da família Gates em busca de vingança, Joey descarta a ameaça, dizendo que a familía Gates , "aram pedras para viver" John responde: "Isso é o que eles disseram sobre o "nosso" povo em sicília
Truman atrai os membros Rosellini para um  cemitério sombrio onde se segue um tiroteio. Truman arma uma emboscada e silenciosamente mata os membros da gangue de Joey com um arco composto. Então como truman fica encurralado pelos quatro membros restatnes, a família Gates desce para resgata-lo. Quando os membros são acuados, Truman e Joey se enfrentam em um combate cara a cara. Truman tem Joey preso no chão com uma faca em sua garganta, John Isabella chega e, com uma arma, ordena que Truman largue a faca e saia do caminho. Para espanto de Joey, o Don descobre a verdade sobre o assassinato de Lawrence. O Don Joey diz: "Isso é para matar meu filho", e atira e ele morre.
Com o assassino de Gerald finalmente morto, as famílias Gates e Isabella fazem as pazes.

## Elenco Principal
- Patrick Swayze - Truman Gates
- Liam Neeson - Briar Gates
- Adam Baldwin - Joey Rosselini
- Helen Hunt - Jessie Gates
- Bill Paxton - Gerald Gates
- Ben Stiller - Lawrence Isabella
- Andreas Katsulas - John Isabella
- Michael J. Pollard - Harold
- Ted Levine - Willy Simpson
- Del Close - Frank
- Valentino Cimo - Rhino
- Paul Greco - Leo
- Vincent Guastaferro - Paulie
- Paul Herman - Tony Antonelli
- Don Herion - Zimmer

## Trilha sonora
1. "Brother to Brother" - Gregg Allman & Lori Yates - 3:58
2. "Hey, Backwoods" - Rodney Crowell - 4:11
3. "Hillbilly Heart" - Ricky Van Shelton - 2:56
4. "Straight and Narrow" - Ricky Skaggs - 2:51
5. "Paralyzed" - Sweethearts of the Rodeo - 3:00
6. "The Yard Sale" - Billy Lawson - 2:24
7. "My Sweet Baby's Gone" - Charlie Daniels - 3:15
8. "Pyramid of Cans" - George Jones - 2:31
9. "Brothers" - Patrick Swayze & Larry Gatlin - 4:10
10. "Wailing Sax" - Duane Eddy - 3:19